# Segunda Categoría de Imbabura 2020
El Campeonato Provincial de Fútbol de Segunda Categoría de Imbabura 2020 fue un torneo de fútbol en Ecuador en el cual compitieron equipos de la Provincia de Imbabura. El torneo fue organizado por la Asociación de Fútbol Profesional de Imbabura (AFI) y avalado por la Federación Ecuatoriana de Fútbol. El torneo empezó el 19 de septiembre de 2020 y finalizó el 17 de octubre de 2020. Participaron 5 clubes de fútbol y entregó dos cupos a los play-offs zonales de la Segunda Categoría 2020 por el ascenso a la Serie B. Por efectos de la pandemia de coronavirus en Ecuador el número de equipos participantes se redujo al igual que las fechas de disputa del torneo se modificaron.

## Sistema de campeonato
El sistema determinado por la Asociación de Fútbol Profesional de Imbabura fue el siguiente:
- Se jugó una etapa única con los 5 equipos establecidos, fue todos contra todos solo partidos de ida (5 fechas), al final los equipos que terminaron en primer y segundo lugar clasificaron a los dieciseisavos de final de Segunda Categoría Nacional 2020 como campeón y vicecampeón provincial respectivamente, además el campeón clasificó a la primera fase de la Copa Ecuador 2021. La única sede del torneo fue el Estadio Olímpico de la ciudad de Ibarra.

## Equipos participantes
| Equipos participantes           | Equipos participantes | Equipos participantes                            |
| ------------------------------- | --------------------- | ------------------------------------------------ |
|                                 |                       |                                                  |
| Equipo                          | Ciudad                | Estadio                                          |
| Club Deportivo Ibarra           | Ibarra                | Estadio Olímpico de Ibarra                       |
| Imbabura Sporting Club          | Ibarra                | Estadio Olímpico de Ibarra                       |
| La Cantera Fútbol Club          | Ibarra                | Estadio Olímpico de Ibarra                       |
| Otavalo Fútbol Club             | Otavalo               | Estadio de la Liga Deportiva Cantonal de Otavalo |
| Club Deportivo Leones del Norte | Atuntaqui             | Estadio Olímpico Jaime Terán                     |

## Equipos por cantón
| Cantón                                                  | N.º | Equipos                                          |
| ------------------------------------------------------- | --- | ------------------------------------------------ |
| [[Archivo:\|20x20px\|border\|Bandera de Ibarra]] Ibarra | 3   | - Deportivo Ibarra - La Cantera - Imbabura S. C. |
| Otavalo                                                 | 1   | - Otavalo F. C.                                  |
| Antonio Ante                                            | 1   | - Leones del Norte                               |

## Clasificación
| Pos. | Equipo           | Pts. | PJ | G | E | P | GF | GC | Dif. |  |
| ---- | ---------------- | ---- | -- | - | - | - | -- | -- | ---- |  |
| 1    | Leones del Norte | 9    | 4  | 3 | 0 | 1 | 8  | 5  | +3   |  |
| 2    | Imbabura S. C.   | 9    | 4  | 3 | 0 | 1 | 6  | 3  | +3   |  |
| 3    | Otavalo F. C.    | 7    | 4  | 2 | 1 | 1 | 7  | 4  | +3   |  |
| 4    | Deportivo Ibarra | 4    | 4  | 1 | 1 | 2 | 3  | 6  | −3   |  |
| 5    | La Cantera       | 0    | 4  | 0 | 0 | 4 | 1  | 7  | −6   |  |

 Fuente: Plur Deportes
Criterios de clasificación: 1) Puntos; 2) Diferencia de goles; 3) Goles marcados
|  | Campeón y clasificado a los zonales de Segunda Categoría 2020.     |
|  | Vicecampeón y clasificado a los zonales de Segunda Categoría 2020. |

## Evolución de la clasificación
| Equipo / Jornada | 01 | 02 | 03 | 04 | 05 |
| ---------------- | -- | -- | -- | -- | -- |
| Leones del Norte | 1  | 2  | 1  | 1  | 1  |
| Imbabura S. C.   | 3  | 3  | 4  | 2  | 2  |
| Otavalo F. C.    | 5  | 4  | 2  | 3  | 3  |
| Deportivo Ibarra | 2  | 1  | 3  | 4  | 4  |
| La Cantera       | 4  | 5  | 5  | 5  | 5  |

## Resultados

### Partidos
| Otavalo FC       | 1 - 3       | Leones del Norte | Olímpico de Ibarra | 19 de septiembre | 11:30       |
| Deportivo Ibarra | 1 - 0       | La Cantera       | Olímpico de Ibarra | 19 de septiembre | 15:30       |
| Libre:           | Imbabura SC | Imbabura SC      | Imbabura SC        | Imbabura SC      | Imbabura SC |

| Imbabura SC      | 1 - 0            | La Cantera       | Olímpico de Ibarra | 26 de septiembre | 11:00            |
| Deportivo Ibarra | 1 - 1            | Otavalo FC       | Olímpico de Ibarra | 26 de septiembre | 15:00            |
| Libre:           | Leones del Norte | Leones del Norte | Leones del Norte   | Leones del Norte | Leones del Norte |

| Leones del Norte | 3 - 0      | Deportivo Ibarra | Olímpico de Ibarra | 3 de octubre | 11:00      |
| Otavalo FC       | 2 - 0      | Imbabura SC      | Olímpico de Ibarra | 3 de octubre | 15:00      |
| Libre:           | La Cantera | La Cantera       | La Cantera         | La Cantera   | La Cantera |

| La Cantera       | 1 - 2      | Leones del Norte | Olímpico de Ibarra | 10 de octubre | 11:00      |
| Deportivo Ibarra | 1 - 2      | Imbabura SC      | Olímpico de Ibarra | 10 de octubre | 15:00      |
| Libre:           | Otavalo FC | Otavalo FC       | Otavalo FC         | Otavalo FC    | Otavalo FC |

| Imbabura SC | 3 - 0            | Leones del Norte | Olímpico de Ibarra     | 17 de octubre    | 11:00            |
| La Cantera  | 0 - 3            | Otavalo FC       | Liga Parr. de Caranqui | 17 de octubre    | 11:00            |
| Libre:      | Deportivo Ibarra | Deportivo Ibarra | Deportivo Ibarra       | Deportivo Ibarra | Deportivo Ibarra |

### Tabla de resultados cruzados
| Local \ Visitante | CAN | DIB | ISC | LNO | OTA |
| ----------------- | --- | --- | --- | --- | --- |
| La Cantera        | —   | —   | —   | 1–2 | 0–3 |
| Deportivo Ibarra  | 1–0 | —   | 1–2 | —   | 1–1 |
| Imbabura S. C.    | 1–0 | —   | —   | 3–0 | —   |
| Leones del Norte  | —   | 3–0 | —   | —   | —   |
| Otavalo F. C.     | —   | —   | 2–0 | 1–3 | —   |

### Campeón
| |
| Club Leones del Norte 1.er título Clasifica a los zonales de la Segunda Categoría 2020. - También clasifica Imbabura Sporting Club como vicecampeón. |